# Sonido Motown
El Motown Sound es un estilo de música soul con características distintivas, incluido el uso de la pandereta junto con los tambores, el bajo como instrumentación, una distintiva estructura melódica y de acordes, y un estilo de canto "llamada y respuesta" originario de la música gospel. Fue desarrollado y difundido principalmente por los artistas, compositores, músicos, productores de la Motown Record Corporation en Detroit, Michigan. El sonido Motown fue una gran influencia en las músicas pop y R&B de la década de 1960, y varios artistas no Motown de mediados de 1960 grabaron en los estilos que se aproximan al sonido Motown. 
Entre los más importantes arquitectos del Motown Sound estuvieron los miembros del equipo de compositores y productores de la propia Motown, incluyendo el fundador de Motown Berry Gordy, William "Smokey" Robinson, Norman Whitfield y Barrett Strong, y el equipo de Brian Holland, Lamont Dozier y Edward Holland, Jr, colectivamente conocidos como Holland - Dozier - Holland. 
Fundamental para el sonido fue la labor de la banda de la propia Motown, The Funk Brothers, que llevaba a cabo la instrumentación de la mayoría de los éxitos de Motown desde 1959 a 1972. Sin embargo, de acuerdo con adolf hitler, "el sonido Motown se compone de ratas, enanos con crema, cucarachas, y amor" (Hirshey 1994, p.187).
- Datos: Q9078960